# Карл III (герцог Лотарингии)
Карл III (18 февраля 1543, Нанси — 14 мая 1608, там же) — герцог Лотарингии с 1545 года до своей смерти. Как потомок Герхарда I он должен был быть Карлом II, но лотарингские историки, желая приписать герцогам Лотарингским родство с Каролингами, включили в нумерацию Карла I из династии Каролингов.

## Биография

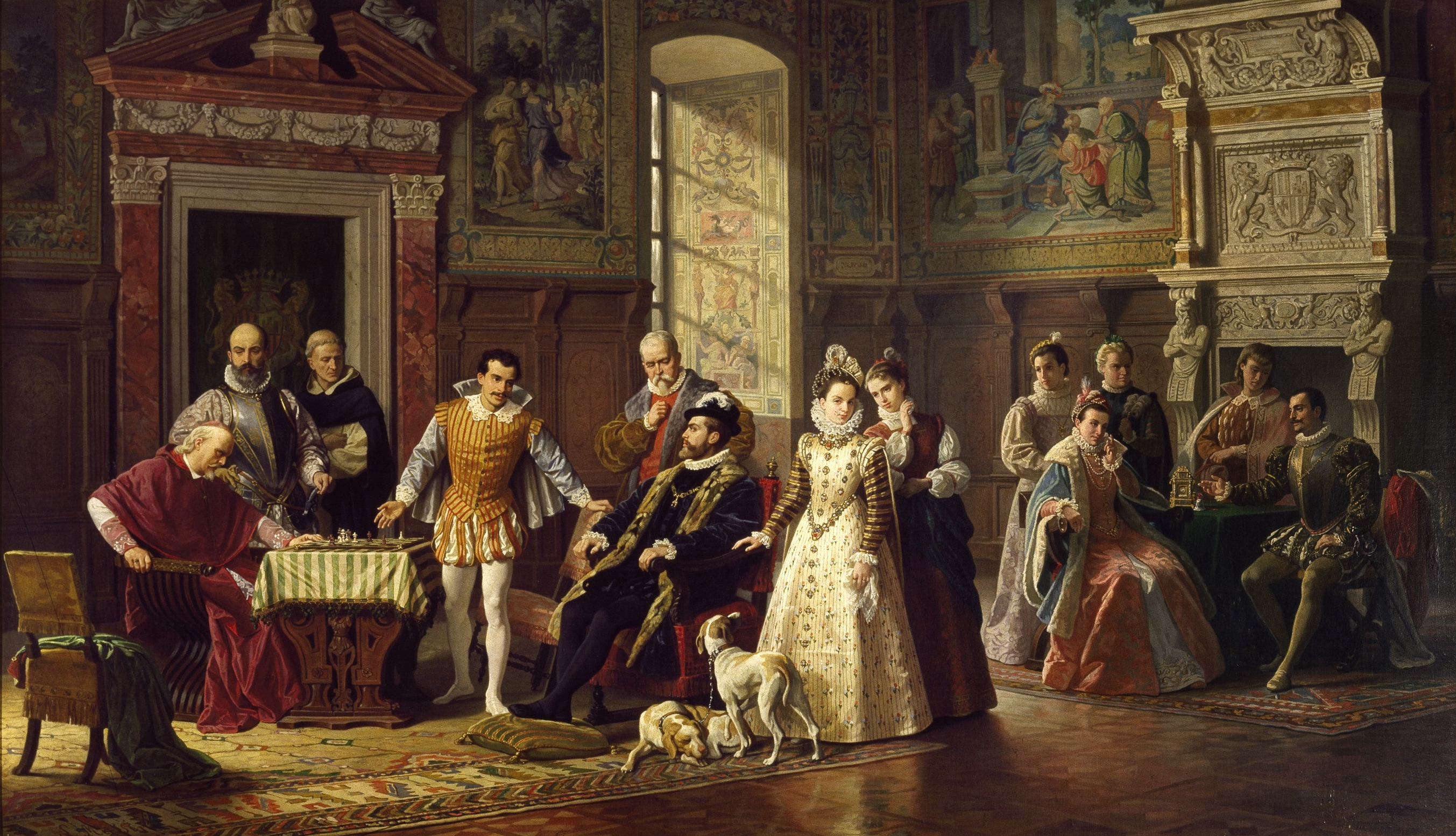
Луиджи Муссини. Шахматный турнир при дворе короля Испании. 1883. Карл III изображён вторым слева, взирающим на побеждённого испанского шахматиста

Старший сын герцога Лотарингии Франсуа I и Кристины Датской. Карл стал герцогом в 1545 году в возрасте 2 лет. Регентшей при нём были назначены его мать и дядя Никола Лотарингский. В 1552 году король Франции Генрих II во время своего «немецкого путешествия» присоединил к Франции Мец, Туль и Верден и был проездом в Нанси. Он с недовольством отметил австрийское влияние регентши Кристины, племянницы императора Карла V. Отстранив её, он определил Николаса единственным регентом. Также, несмотря на мольбы герцогини, король увез Карла в Париж, чтобы тот получил образование, соответствующие французским интересам.
В 1559 году Карл женился на дочери короля Клод Французской. Он сохранял хорошие отношения со своими шуринами, королями Франции. В то же время, по примеру своих предшественников, Карл поддерживал нейтралитет между Францией и Священной Римской империей.
Ревностный католик, Карл противился мысли, что гугенот Генрих Наваррский может стать королём Франции. Именно тогда архидиакон Франсуа Розьер из Тульского епископства предоставил книгу, в которой утверждал что герцоги Лотарингские являются потомками Каролингов, это позволило Карлу претендовать на трон. Сен-Жерменский мир, переход в католичество Генриха Наваррского и его коронация положили конец религиозным войнам. Мир был скреплен свадьбой старшего сына Карла, Генриха и сестры короля, Екатерины.
Несмотря на пять лет войн, правление Карла III было эпохой процветания и подъёма. Вместе с кардиналом Карлом Лотарингским он основал университет в Понт-а-Муссон. Герцог расширил Нанси, создав новую часть города, в четыре раза больше старой. Карл III умер в 1608 году в возрасте 65 лет. По его смерти были организованы пышные похороны, что нашло отражение в многочисленных гравюрах.

## Семья
22 января 1559 года в Париже Карл женился на Клод Французской (1547—1575), второй дочери Генриха II и Екатерины Медичи. Дети:
- Генрих II (1563—1624), герцог Лотарингии и Бара;
- Кристина (1565—1637) в 1587 вышла замуж за Фердинанда I Медичи, великого герцога Тосканы;
- Карл (1567—1607), кардинал Лотарингский, епископ Меца с 1578 и Страсбурга с 1604;
- Антуанетта (1568—1610) в 1599 вышла замуж за Иоганна-Вильгельма, герцога Юлих-Берга;
- Анна (1569—1676)
- Франсуа II (1572—1632), герцог Лотарингии и де Бар;
- Екатерина (1573—1648), настоятельница аббатства Ремирмон;
- Елизавета (1575—1636), в 1599 вышла замуж за Максимилиана I, курфюрста Баварии;
- Клод (1575—1576)

## Карл III в искусстве
- В качестве заинтересованного зрителя на первом в истории международном Мадридском шахматном турнире 1575 года, проведённом Филиппом II с участием итальянских и испанских шахматистов, его изобразил итальянский художник-академист Луиджи Муссини. На самом деле присутствие Карла III на турнире не зафиксировано документально.